# Філліпстаун (Іллінойс)
Філліпстаун (англ. Phillipstown) — селище (англ. village) в США, в окрузі Вайт штату Іллінойс. Населення — 34 особи (2020).

## Географія
Філліпстаун розташований за координатами 38°8′34″ пн. ш. 88°1′5″ зх. д. / 38.14278° пн. ш. 88.01806° зх. д. (38.142851, -88.018118).  За даними Бюро перепису населення США в 2010 році селище мало площу 0,71 км², уся площа — суходіл.

## Демографія
Згідно з переписом 2010 року, у селищі мешкали 44 особи в 20 домогосподарствах у складі 13 родин. Густота населення становила 62 особи/км².  Було 22 помешкання (31/км²).
Расовий склад населення:
| - 100,0 % — білих |

До двох чи більше рас належало 0,0 %. Частка іспаномовних становила 0,0 % від усіх жителів.
За віковим діапазоном населення розподілялося таким чином: 22,7 % — особи молодші 18 років, 54,6 % — особи у віці 18—64 років, 22,7 % — особи у віці 65 років та старші. Медіана віку мешканця становила 45,0 року. На 100 осіб жіночої статі у селищі припадало 91,3 чоловіків;  на 100 жінок у віці від 18 років та старших — 112,5 чоловіків також старших 18 років.
Цивільне працевлаштоване населення становило 8 осіб. Основні галузі зайнятості: роздрібна торгівля — 37,5 %, будівництво — 25,0 %, публічна адміністрація — 12,5 %, виробництво — 12,5 %.